# Barybela
Barybela là một chi bướm đêm thuộc họ Noctuidae.

## Các loài
- Barybela chionostigma Turner, 1944